# Jean-Baptiste Paternotte
Jean-Baptiste Paternotte (Noyon, Franciaország, 1981. február 4. –) francia labdarúgó, védő.

## Pályafutása
A Szombathelyi Haladás NB I-es csapatába igazolt 2010. február 15-én. Fél évig erősítette a szombathelyi csapatot.